# Anemia phyllitidis
Anemia phyllitidis là một loài dương xỉ trong họ Anemiaceae. Loài này được L. Sw. mô tả khoa học đầu tiên năm 1806.

## Hình ảnh

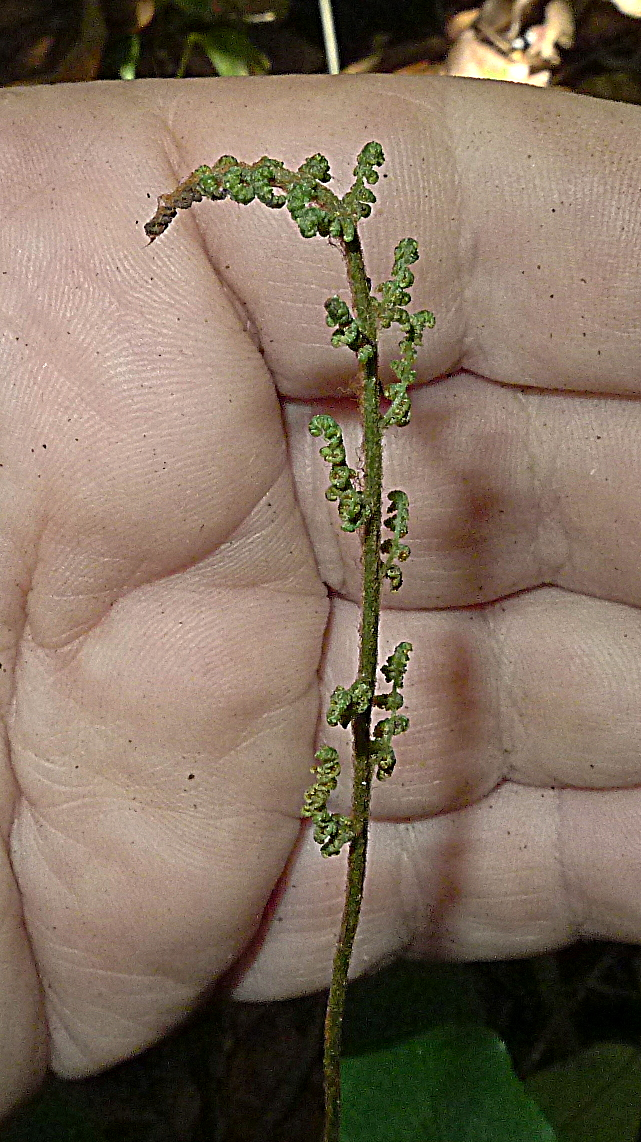
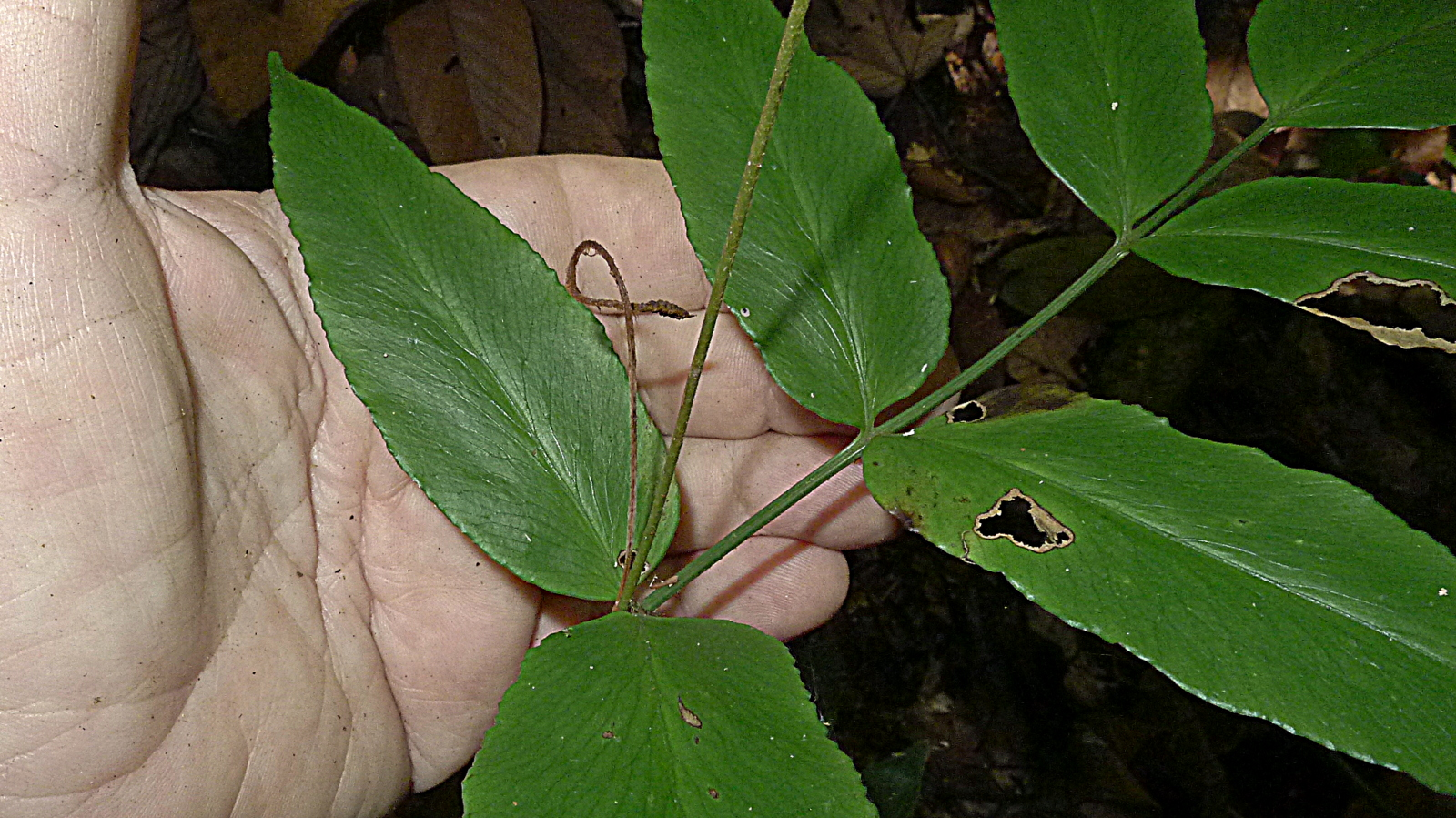
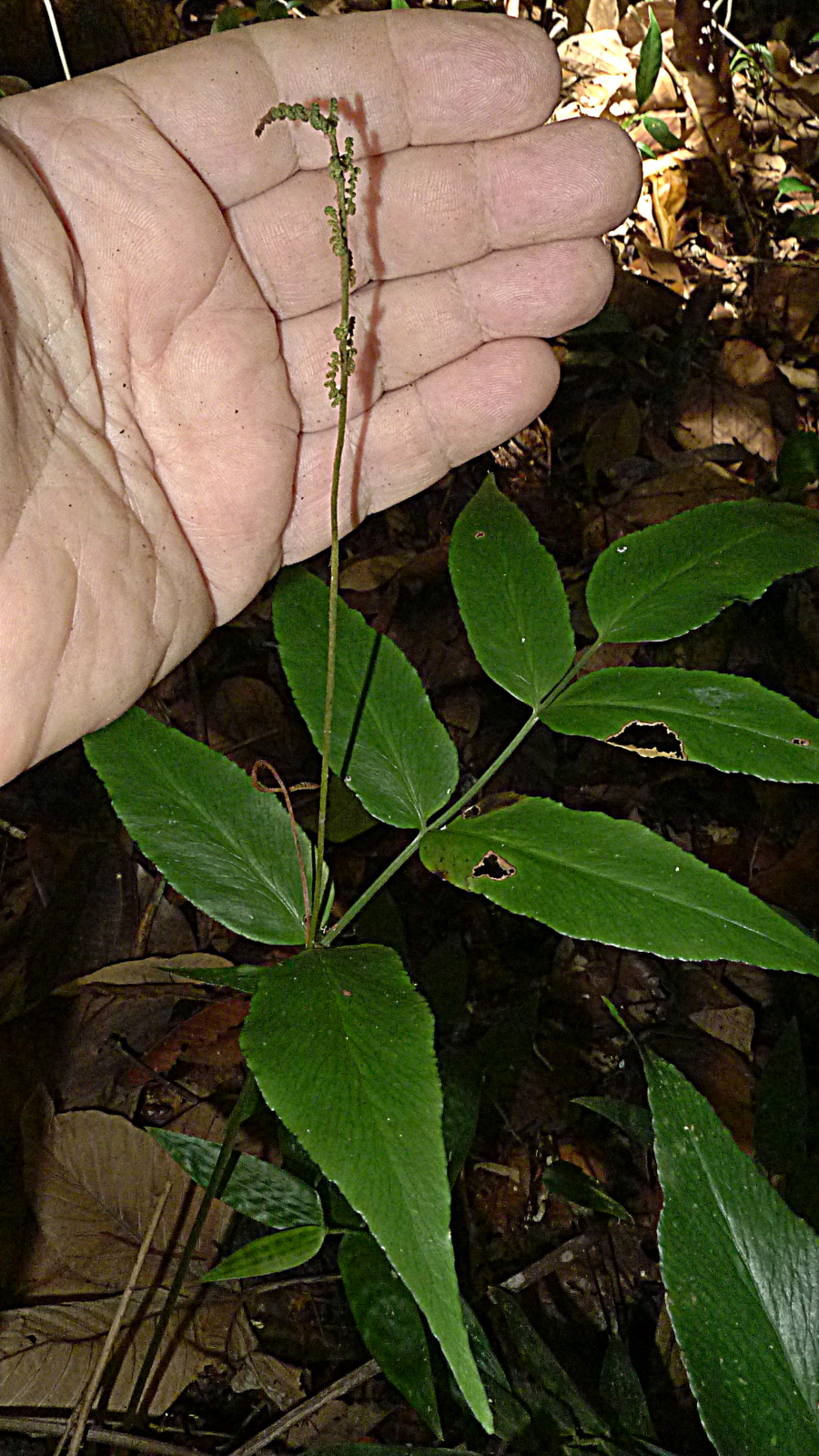
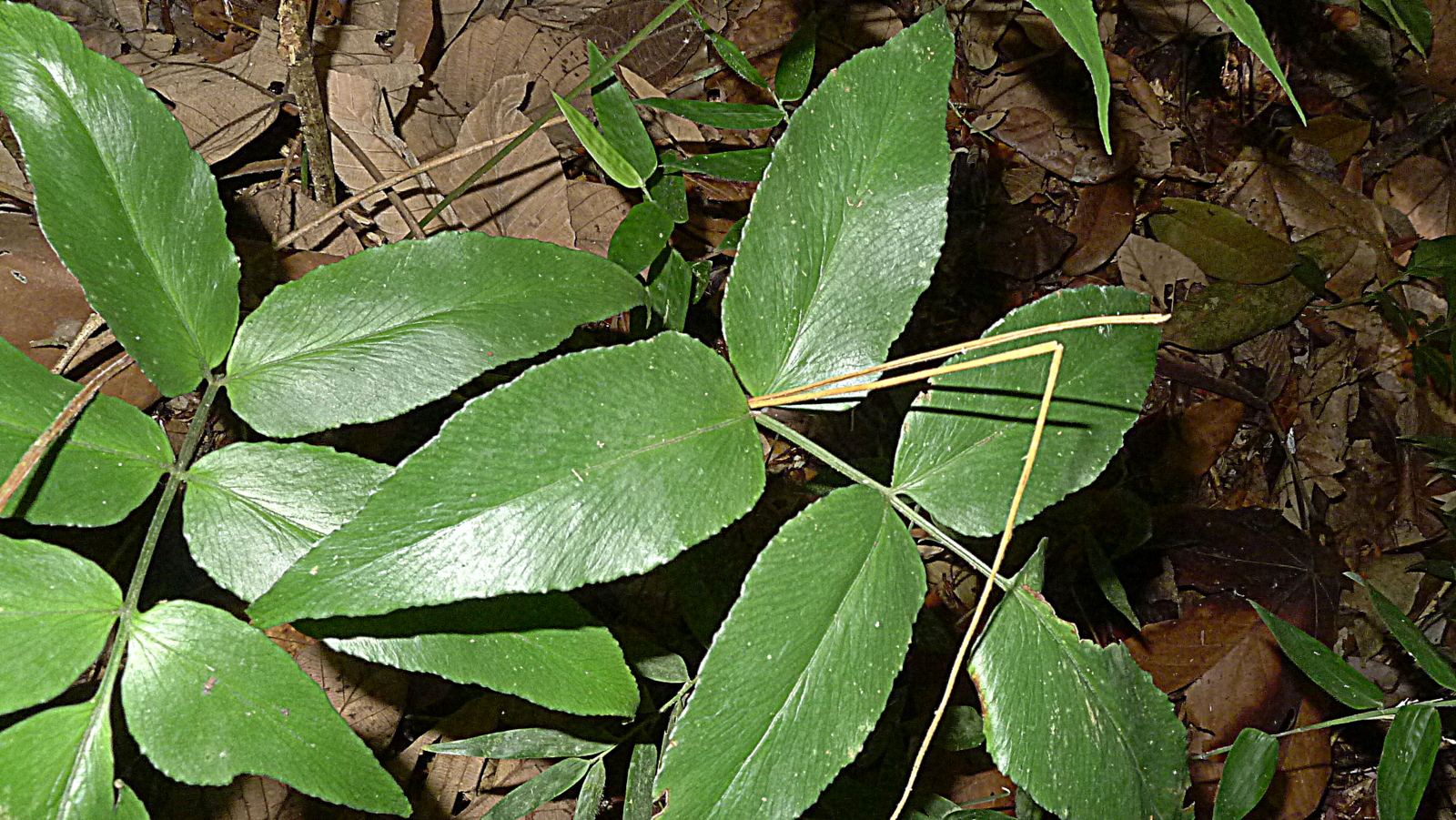